# Nicki Lynn Aycox
Nicki Lynn Aycox (ur. 26 maja 1975 w Hennessey, stan Oklahoma, zm. 16 listopada 2022) – amerykańska aktorka.
Występowała głównie w telewizji, sporadycznie pojawiała się także w filmach kinowych, jak Smakosz 2 (Jeepers Creepers II) z 2003 roku.

## Filmografia

### Filmy
- 2011 Beyond the Blackboard jako Candy
- 2010 Lifted jako Lisa Matthews
- 2009 Tom Cool jako Bridget
- 2008 Animals jako Nora
- 2008 Z Archiwum X: Chcę wierzyć jako druga ofiara wypadku
- 2008 Prześladowca 2 jako Melissa
- 2007 Ktoś całkiem obcy jako Grace
- 2005 Tom 51 jako Bridget
- 2004 Martwe ptaki jako Annabelle
- 2003 Smakosz 2 jako Minxie Hayes
- 2003 Projekt „Momentum” jako Tristen Geiger
- 2003 Lights, Camera, Creeper: Making 'Jeepers Creepers 2 jako ona sama
- 2002 Cicha woda jako Tanner Jennings
- 2001 Rave Macbeth jako Lidia
- 2000 Zbrodnia i kara na przedmieściu jako Cecil
- 1999 Okrutna sprawiedliwość jako Amy Metcalf
- 1999 Dogwalker, The jako Susane
- 1997 Dwie kule jako Nastolatka
- 1997 Defying Gravity jako Gretchen

### Seriale
- 2009 Gra pozorów jako Jaimie Allen
- 2009 Odległy front jako Brenda „Mrs. B” Mitchelle
- 2005 Nie z tego świata jako Meg
- 2004-2005 Port lotniczy LAX jako Christine
- 2003-2010 Dowody zbrodni jako Christina Rush
- 2003-2008 Las Vegas jako Tammi Campbell
- 2002-2003 Twilight Zone, The jako Ricki
- 2002-2003 CSI: Kryminalne zagadki Miami jako Molly Reston
- 2000-2002 Cień anioła jako Syl
- 2000-2004 Ed jako Stella Vessey
- 2000 Ich trzech i dziewczyny jako Joely
- 2000 CSI: Kryminalne zagadki Las Vegas jako Ellie Rebecca Brass
- 1999-2002 Powrót do Providence jako Lily Gallagher
- 1999-2002 Sprawy rodzinne 2 jako Patty Michel
- 1999 Strange World jako Dana
- 1998 Significant Others
- 1997-1999 USA High jako Katherine Hanley
- 1996 Gorączka w mieście jako Betty Joe
- 1996-2001 Trzecia planeta od Słońca jako Alyson
- 1994-1997 Dziewczyna z komputera jako Tammy
- 1993-2002 Z Archiwum X jako Chastity Raines
- 1993-2002 Chłopiec poznaje świat jako Jennifer